# HAT-P-24b
HAT-P-24b es un planeta extrasolar descubierto por el Proyecto HATNet en 2010 que orbita la estrella enana HAT-P-24. Es un Júpiter caliente, con una masa de tres cuartas partes de la de Júpiter y un radio un 20% mayor.